# Irina Lisjtjinska
Irina Lisjtjinska (ukrainska: Ірина Ліщинська) född Nedelenko den 15 januari 1976, Makijivka, Ukrainska SSR, Sovjetunionen är en ukrainsk friidrottare som tävlar i medeldistanslöpning.
Lisjtjinska började springa 800 meter och deltog på VM både 1997 och 1999 utan att gå vidare till finalomgången. Inför EM 2002 i München valde hon att tävla på den längre distansen 1 500 meter och på EM slutade hon på tionde plats. VM 2003 blev en besvikelse och hon kom inte vidare till finalomgången. 
Hennes första medalj i ett mästerskap blev VM 2007 där hon slutade trea. Året efter deltog hon vid Olympiska sommarspelen 2008 och slutade där som silvermedaljör.